# Scienza della logica
La Scienza della logica è un'opera di Hegel, pubblicata tra il 1812 e il 1816, a cui seguirà una seconda edizione della prima parte pubblicata postuma nel 1831. L'opera costituisce la prima parte di un progetto sistematico che prevede una Filosofia della natura e una Filosofia dello spirito come seconda e terza parte; di queste ultime due parti Hegel fornirà una trattazione soltanto nelle tre edizioni dell'Enciclopedia del 1817, 1827 e 1830, senza pubblicarle mai come opere sistematiche a parte, come fece, invece, per la Scienza della logica.
La Scienza della logica ha come oggetto il pensiero puro, essa è "la scienza dell'idea pura, dell'idea nell'elemento astratto del pensiero" (Enc. 1830, § 19).
L'opera è divisa in due volumi, contenenti nel complesso tre libri: 
- Volume I. Logica oggettiva: 
  - Libro I: Dottrina dell'essere.
  - Libro II: Dottrina dell'essenza.
- Volume II. Logica soggettiva:
  - Libro III: Dottrina del concetto

Nella Dottrina dell'essere vengono trattate le categorie della qualità, quantità e misura;
nella Dottrina dell'essenza le categorie relazionali (causa-effetto, azione reciproca etc.) e modali (necessità, possibilità etc.);

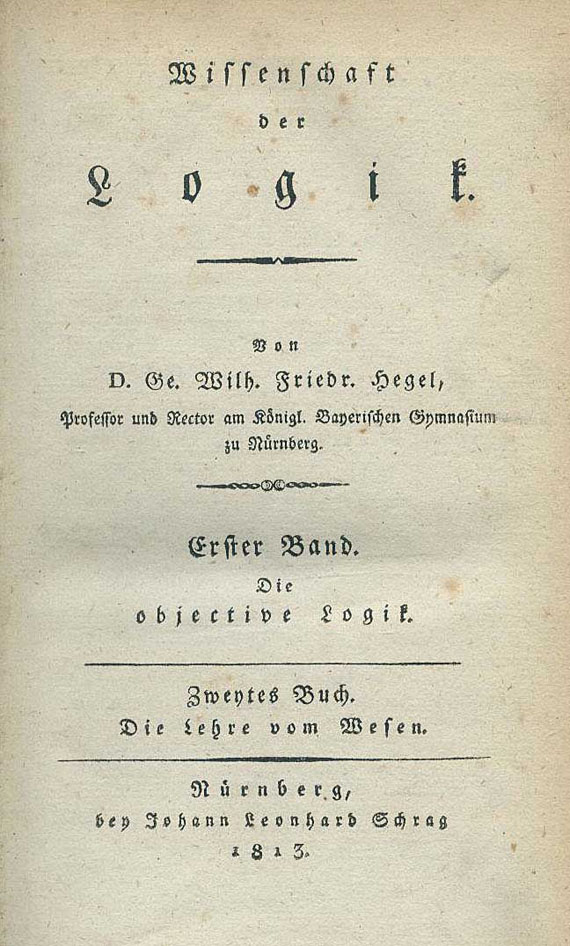
Frontespizio del secondo libro della prima parte della "Wissenschaft der Logik" di Hegel.

nella Dottrina del concetto, invece, troviamo (1) una trattazione della logica tradizionale (concetto, giudizio e sillogismo), (2) una trattazione delle categorie dell'oggettività (meccanicismo, chimismo, teleologia esterna), e infine (3) la trattazione delle categorie di vita (teleologia interna), conoscere e idea assoluta (ovvero del metodo).

## La posizione dellaLogicanel sistema
Tutta la filosofia secondo Hegel ha come proprio oggetto il "pensiero" inteso nel senso di pensiero oggettivo (dunque non come prodotto e attività cognitiva di un soggetto umano). Pensiero nel senso di razionalità immanente al reale, come si ricava dalla nota formulazione hegeliana secondo cui "ciò che è razionale è reale; e ciò che è reale è razionale". La massima va interpretata in un duplice senso: (1) che l'elemento razionale non è un prodotto esclusivamente soggettivo, cognitivo, che appartiene a un soggetto umano, ma è qualcosa che costituisce la struttura interna di tutte le cose naturali, e di ogni realtà in generale. È pensiero vero, razionale tutto ciò che trova corrispondenza, conferma nella realtà; (2) che ciò che è reale non è un che di estraneo e refrattario al pensiero ma, al contrario, è qualcosa di internamente articolato da una forza attiva che è il pensiero stesso. Tutto ciò che esiste, esiste realmente solo se il pensiero lo può pensare razionalmente.

Nello specifico la Logica — che costituisce la prima parte della filosofia (seguita dalla Filosofia della natura e dalla Filosofia dello spirito) — ha come proprio oggetto di indagine il pensiero in quanto pensiero puro, vale a dire prima e indipendentemente da ogni sua realizzazione nella dimensione naturale e spirituale:
"Nella logica abbiamo a che fare con il pensiero puro, ossia con le determinazioni pure del pensiero. ... Nella logica i pensieri vengono colti in modo da non avere altro contenuto che quello appartenente al pensiero stesso e prodotto da esso. Così i pensieri sono pensieri puri."
(G.W.F. Hegel, Enciclopedia, § 24, Agg. 2)
La natura è il pensiero nell'elemento dell'esteriorità; mentre lo spirito è il pensiero che diventa autocosciente, che si sa come pensiero.

### Il rapporto con laFenomenologia dello spiritoe il nuovo progetto di sistema
La Scienza della logica segna nello sviluppo della filosofia di Hegel una svolta rispetto al progetto sistematico presentato nel 1807 con la pubblicazione della Fenomenologia dello spirito.  Nel 1807 Hegel presenta un progetto di "Sistema della scienza" con il seguente programma:
Sistema della scienza:
Parte I. Introduzione al "Sistema della scienza" (= Fenomenologia dello spirito);

Parte II. Sistema della scienza:  1 Logica; 2. Filosofia della natura; 3. Filosofia dello spirito.
Con la stesura della Scienza della logica, Hegel abbandona questo schema quadripartito, e comincia ad adottare uno schema tripartito, che non contempla più una introduzione alla scienza, e che è costituito esclusivamente dalle tre discipline filosofiche. La fenomenologia resta un modo per adottare il punto di vista del sapere assoluto, quindi della scienza, ma come tale (ovvero come introduzione) non appartiene al sistema della filosofia. Con questa modifica sistematica, il progetto di "Sistema della scienza" del 1807 viene soppiantato da quello esposto nella Enciclopedia a partire dal 1817. In quest'opera ritroveremo infatti la fenomenologia all'interno della sezione dedicata allo Spirito soggettivo insieme all'antropologia e alla psicologia.

## Una riforma della logica: la "logica speculativa"

### La critica alle logicheformalietrascendentali
La logica hegeliana è "logica speculativa", logica del concreto, che si oppone tanto alla logica formale (o logica dell'astratto come quella aristotelica ), che si limita a considerare il pensiero nella sua struttura formale,  facendo astrazione da ogni contenuto e come tale non è capace di esprimere il concreto, quanto alla logica trascendentale di impronta kantiana. Quest'ultima, pur essendo una logica non astratta ma che prende in considerazione il contenuto, tuttavia procede secondo un punto di vista unilaterale e limitato che è quello del pensare intellettualistico e soggettivo. Secondo Kant, infatti, questo modo di pensare è attività dell'intelletto (Verstand), dunque di qualcosa che si arresta a determinazioni finite, a opposizioni assolute fra determinazioni, che non è in grado di cogliere l'unità di determinazioni opposte e quindi non è in grado di cogliere il concreto, come invece è proprio della ragione (Vernunft).  Inoltre per Kant il pensare è soggettivo nel senso che viene considerato esclusivamente come un'attività del soggetto umano, finito.
Per Hegel, al contrario, il pensare è un che di oggettivo, qualcosa che non si esaurisce nell'attività del soggetto. Il pensare costituisce l'anima immanente delle cose: la realtà è pensiero e quindi il reale è razionale, nel senso in cui si afferma che esistono leggi nella natura, che c'è della ragione nel mondo, che le cose in generale obbediscono a principi e a regole.

### Dalla metafisica alla logica
La logica speculativa per Hegel non deve soltanto superare i limiti delle logiche formali e trascendentali, ma anche quelli della metafisica. La posizione di Hegel sulla metafisica, pur essendo ambivalente (di critica e ammirazione a un tempo), è tutto sommato chiara: Hegel infatti sostiene che una delle colpe di Kant è stata quella di avere privato il popolo tedesco della metafisica, ma «un popolo civile senza metafisica [è] simile a un tempio riccamente ornato, ma privo di santuario»; con ciò, però, non si deve pensare che l'operazione di Hegel sia un ritorno ingenuo alla metafisica dogmatica pre-critica: Hegel è ben consapevole dei limiti e difetti della metafisica (come è evidente nel paragrafo dedicato alla metafisica classica nel Considerazioni del pensiero sull'oggettività, in Enc. 1830). Dunque, quando Hegel scrive che

intende dire che la Logica costituisce lo sviluppo e l'inveramento di quello che un tempo si chiamava metafisica, per cui 
Hegel, come Kant sia pure in modo diverso, è critico nei confronti della metafisica. Per Hegel infatti la metafisica presenta due grandi difetti: (1) tratta i suoi oggetti con categorie del pensare finito tipiche dell'intelletto, arrestandosi alle opposizioni fra determinazioni di pensiero; (2) è compromessa con forme rappresentative (come Dio, l'anima etc.) e non concettuali, e dunque non possiede ancora il punto di vista della logica, che deve avere a che fare esclusivamente con determinazioni di pensiero.
Nella Critica della ragion pura Kant aveva distinto la Logica trascendentale in Analitica trascendentale, intesa come logica della verità e in Dialettica trascendentale, intesa come logica della parvenza: in quest'ultima aveva criticato l'io (come anima), il mondo e Dio come oggetti della metafisica razionalista wollfiana. Secondo Hegel, se Kant ha il demerito di aver privato la filosofia della metafisica (nel senso di metaphysica specialis) con la sua Dialettica trascendentale, gli va riconosciuto al contempo il grande merito di aver trasformato, da un altro punto di vista, la metafisica (intesa come ontologia o metaphysica generalis) in logica con la sua Analitica trascendentale. La logica di Hegel, dunque, si pone come una duplice alternativa: tanto alla metafisica razionalista leibniziano-wollfiana, che Kant ha criticato nella Dialettica trascendentale, quanto all'Analitica trascendentale dello stesso Kant, di cui Hegel intende superare il limite psicologistico e soggettivistico.

## Il procedere dialettico delle determinazioni logiche
Quindi la metafisica, nonostante le critiche di Kant, assumerà le vesti di una vera e propria scienza.
La scienza della logica studia infatti la forma pura di quelle strutture costituenti l'ossatura della realtà, che nella loro esistenza materiale sono rivestite di caratteristiche sensibili accidentali, empiriche e contingenti. Per questo ad esempio il concetto ha una sua realtà ontologica che si esprime nell'essere vivente, poiché il procedere concettuale è lo stesso della vita reale.
La logica e il procedere di una categoria in un'altra è regolato secondo Hegel da un movimento dialettico. Tuttavia, la dialettica di Hegel - come scrive L. Lugarini - " non soggiace allo schema tesi-antitesi-sintesi né ad altra intellettualistica schematizzazione", ma "nasce - piuttosto - per la 'negatività' inerente al peculiare contenuto dei diversi concetti e consiste nel togliersi delle unilateralità che lo infirmano e nel trapassare di un determinato concetto in un altro". Ciò che si chiama sviluppo dialettico dunque non è altro che l'Aufhebung (il toglimento); essa consiste nel pensare una determinazione logica al di là della sua indipendenza, assolutezza e immediatezza, ma nel considerarla sempre come "momento" di un intero, come "un che di riflesso". La mediazione di un contenuto logico, però, non è il risultato di un'operazione del filosofo, o del soggetto umano in generale, ma è la struttura interna e immanente a ogni cosa, di cui la logica è l'esposizione. Per fare un esempio: non è Hegel a mediare nell'unità superiore del divenire, le determinazioni di essere e nulla, ma sono le stesse determinazioni di pensiero (le Denkbestimmungen) a contenere in sé quel riferimento ad altro, e infine all'unità concreta di cui sono momenti.
Il procedere logico è quindi composto di elementi contrapposti che si risolvono in una mediazione superiore; come nel caso dei concetti contrapposti di essere e nulla che trovano una sintesi nel divenire, oppure come nella coppia quantità-qualità che supera l'opposizione nel momento in cui si verificano i "salti qualitativi", nel senso che il sopravvenire di un incremento puramente quantitativo può produrre una nuova qualità come accade nelle trasformazioni fisiche da uno stato liquido a uno gassoso o nei mutamenti di regime politico.

## La scienza della logica
"Dottrina dell'essere" e "Dottrina dell'essenza" costituiscono per Hegel un tutt'uno che egli chiama Logica "oggettiva" perché è riferita alla realtà che esiste indipendentemente dal soggetto che la pensa, mentre la terza parte, la dottrina del concetto, è definita come logica "soggettiva".
La realtà infatti non è soggetta, come per Kant, all'intervento dell'intelletto, ma esiste come oggetto-essere e, nel suo aspetto più intimo, come essenza. Il primo presentarsi della realtà avviene nelle forme immediate, intuitive, della quantità, qualità e misura, ma poi bisogna cogliere ciò che è all'origine nascosto nella realtà dell'essere: l'essenza, che rappresenta «la verità dell'essere» e che si contrappone antiteticamente al grado positivo dell'essere. Da questa opposizione dialettica nasce la sintesi del mondo del "fenomeno" (Erscheinung), della "realtà effettuale" (Wirklichkeit), la realtà del nostro vivere quotidiano.
La logica oggettiva rappresenta nella struttura dialettica della speculazione hegeliana il grado preparatorio che sarà illuminato dall'avvento del "concetto", della logica soggettiva, così definita perché l'attività del pensare e quindi la formazione del concetto esprimono la sfera essenziale del nostro agire. Il concepire è infatti il momento in cui l'uomo si svincola dalla rappresentazione della necessità naturalistica dell'essere e dell'essenza e giunge alla libertà del pensiero concettuale.

### Opere di Hegel
- Logica e Metafisica di Jena 1804-05, a cura di F. Chiereghin, Verifiche, Trento 1982.
- Scienza della logica, trad. it di A. Moni, revisione della traduzione e nota introduttiva di C. Cesa, 2 voll., Laterza, Roma-Bari 1968.
- Scienza della logica
  - Vol. 1: Libro primo. L'essere (1812), a cura di P. Giuspoli, G. Castegnaro, P. Livieri, Verifiche, Trento 2009.
  - Vol. 2: 'Scienza della logica. 1. Logica oggettiva. Libro secondo. L’essenza (1813), a cura di Paolo Giuspoli, Giovanni Castegnaro, Federico Orsini, Trento, Verifiche, 2018.
  - Vol. 3: Il concetto (1816), Padova, Verifiche, in corso di pubblicazione;
  - Vol. 4: L’essere (1832), Padova, Verifiche, in preparazione.

### Letteratura secondaria
- Frederick C. Beiser (ed.), The Cambridge Companion to Hegel and Nineteenth- Century Philosophy, Cambridge University Press, NY 2008.
- Klaus Brinkmann, Idealism without limits. Hegel and the Problem of Objectivity, Springer, Dordrecht-Heidelberg-London-NY 2011.
- Franco Chiereghin, Storia della filosofia e sistema: il significato storico-speculativo della trasformazione della metafisica in logica secondo Hegel, in Movia 1996, pp. 25–47.
- Mario Cingoli, La Qualità nella Scienza della logica di Hegel. Commento al Libro I, Sezione I, Guerini e Associati, Milano 1997.
- Allegra De Laurentiis, Soren Whited (eds.), Hegel and Metaphysics. On Logic and Ontology in the System, de Gruyter, Berlin-Boston 2016.
- Eugène Fleischmann, La logica di Hegel, Einaudi, Torino 1975.
- Paolo Giuspoli, Verso la «Scienza della logica». Lezione di Hegel a Norimberga, Verifiche, Trento 2000.
- Paolo Giuspoli, Luca Illetterati, G. Mendola, Hegel, Carocci, Roma 2010.
- Stephen Houlgate, Hegel, Nietzsche and the Criticism of Metaphysics, Cambridge University Press, Cambridge 1986.
- Stephen Houlgate, The Opening of Hegel's Logic: From Being to Infinity, Purdue University Press, West Lafayette 2006.
- Stephen Houlgate, Hegel’s Logic, in Beiser 2008, pp. 111–134.
- Leo Lugarini, La trasformazione hegeliana della problematica categoriale, in Movia 1996, pp. 159–183.
- Giancarlo Movia (ed.), La logica di Hegel e la storia della filosofia, Atti del Convegno internazionale di Cagliari (20-22 aprile 1993), Edizioni AV, Cagliari 1996.
- Angelica Nuzzo (ed.), La logica e la metafisica di Hegel. Guida alla critica, Carocci, Roma 1993
- Angelica Nuzzo, La logica, in Guida a Hegel, a cura di C. Cesa, Laterza, Roma-Bari 1997, 2002, pp. 39–82.
- Angelica Nuzzo, Hegel’s Metaphysics. The Absence of the Metaphysical Subject in Hegel’s Logic, in De Laurentiis & Whited 2016, pp. 119–34.
- Aldo Stella, Il concetto di "relazione" nella "Scienza della logica" di Hegel, Guerini e Associati, Milano 1994.